# Griže (Žalec)
Griže (Duits: Gries) is een plaats in Slovenië en maakt deel uit van de gemeente Žalec in de NUTS-3-regio Savinjska. De plaats telde 632 inwoners op 1 januari 2020.

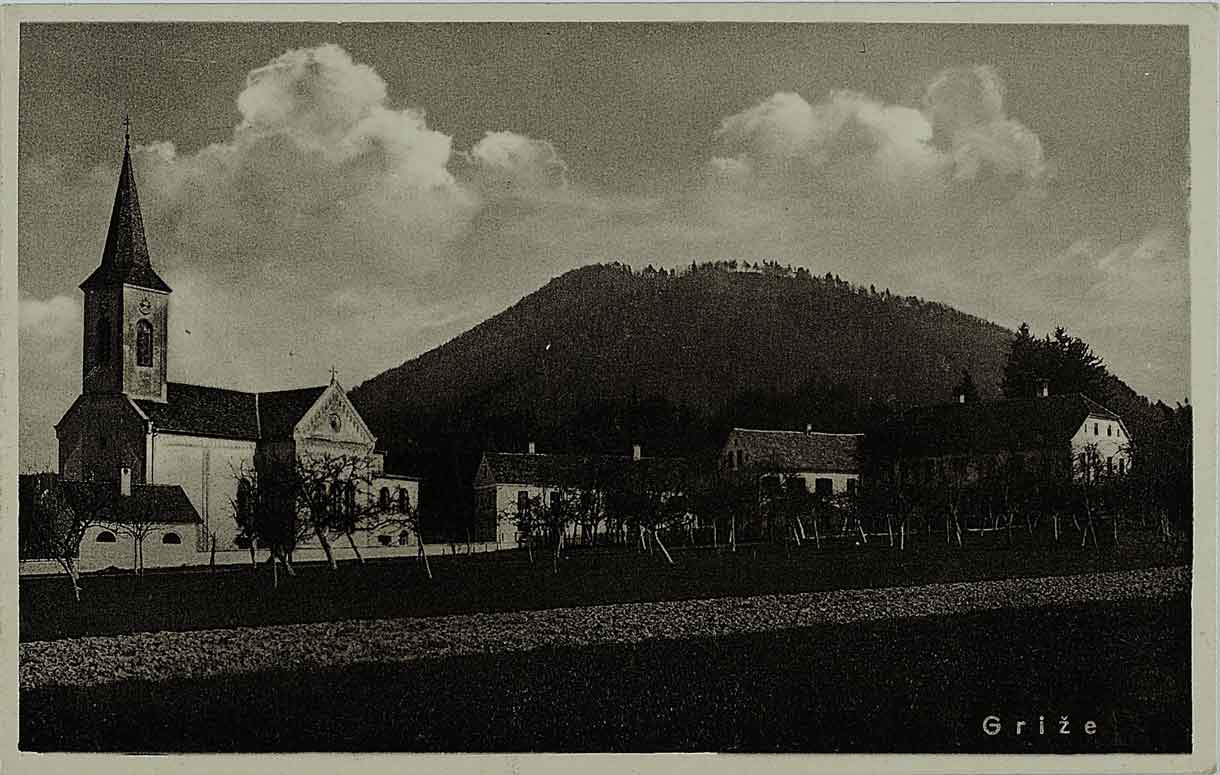
Dorpsaanzicht anno 1932